# Fuentelmonge
Fuentelmonge település Spanyolországban, Soria tartományban. Fuentelmonge Almaluez, Monteagudo de las Vicarías, Cañamaque, Torlengua, Deza, Bordalba és Pozuel de Ariza községekkel határos. Lakosainak száma 61 fő (2024).

## Népesség
A település népessége az elmúlt években az alábbi módon változott:
| Lakosok száma | 133  | 117  | 104  | 87   | 80   | 79   | 69   | 61   | 62   | 61   |
|               | 2001 | 2004 | 2007 | 2009 | 2012 | 2014 | 2017 | 2019 | 2022 | 2024 |